# Дичево
Ди́чево (болг. Дичево) — село в Силістринській області Болгарії. Входить до складу общини Главиниця.

## Населення
За даними перепису населення 2011 року у селі проживали 444 особи.
Національний склад населення села:
| Національність   | Кількість осіб | Відсоток |
| ---------------- | -------------- | -------- |
| турки            | 346            | 99,1%    |
| болгари          | 3              | 0,9%     |
| цигани           | 0              | 0%       |
| інша             | 0              | 0%       |
| не визначились   | 0              | 0%       |
| Всього відповіли | 349            |          |

Розподіл населення за віком у 2011 році:
Динаміка населення: